# Sémillante
La Sémillante était une frégate de la marine française du XIXe siècle. Dans son voyage depuis l'arsenal de Toulon vers la Crimée, durant la guerre de Crimée, elle fait naufrage au large des îles Lavezzi.

## Histoire

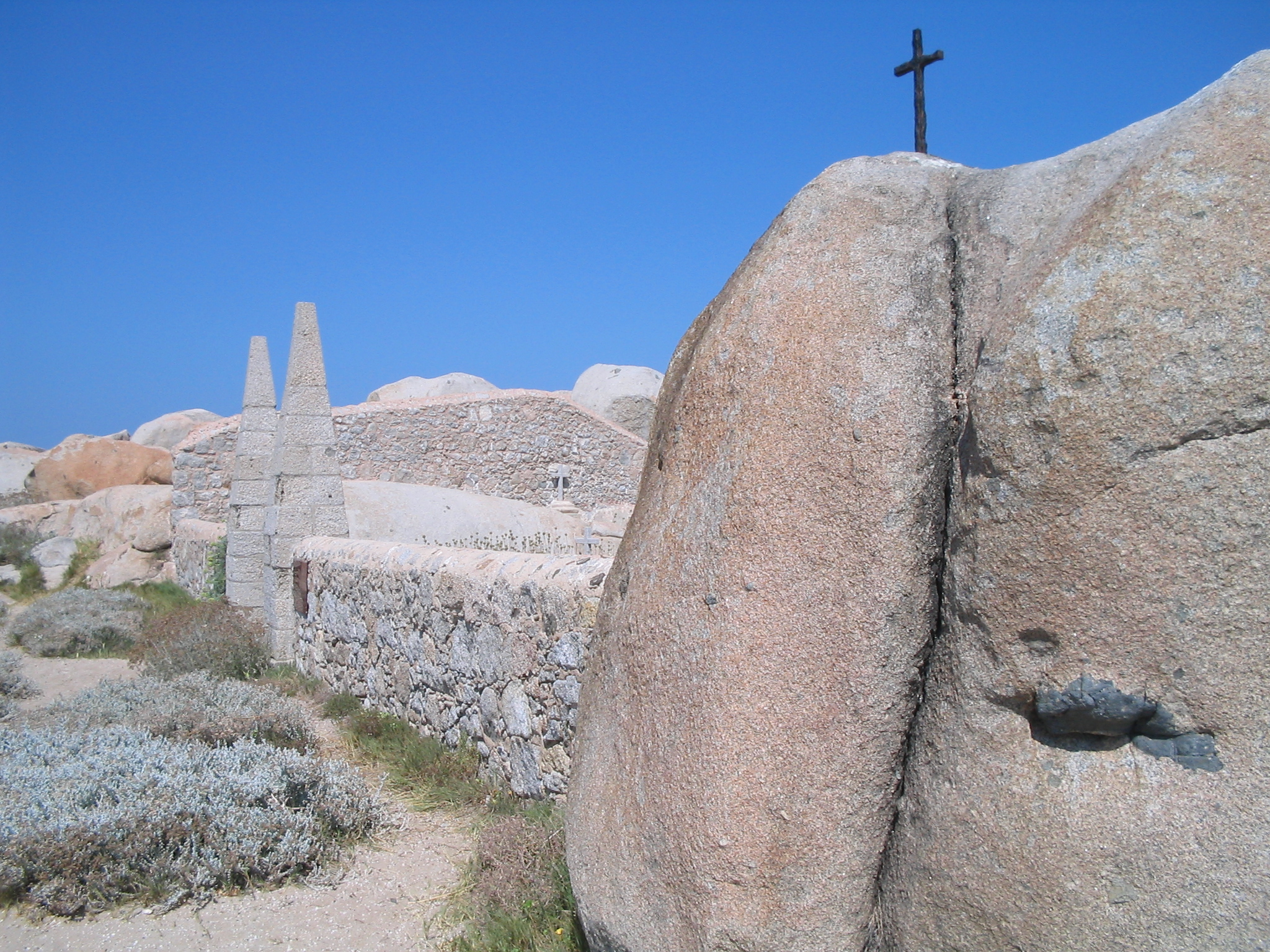
Cimetière où sont inhumés les naufragés de la Sémillante.

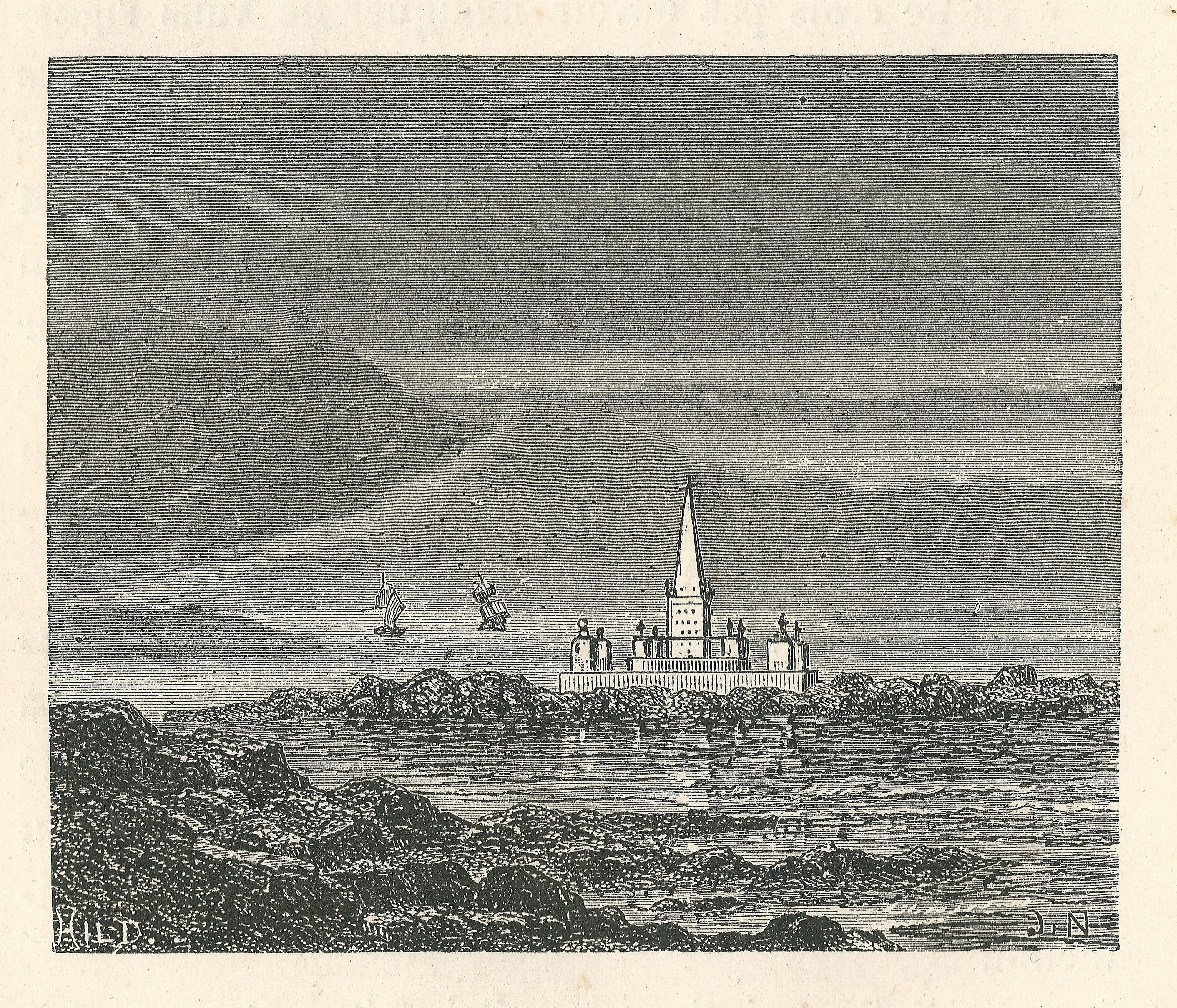
Jules Noël : Monument commémoratif du naufrage de la Sémillante (1873, gravure)

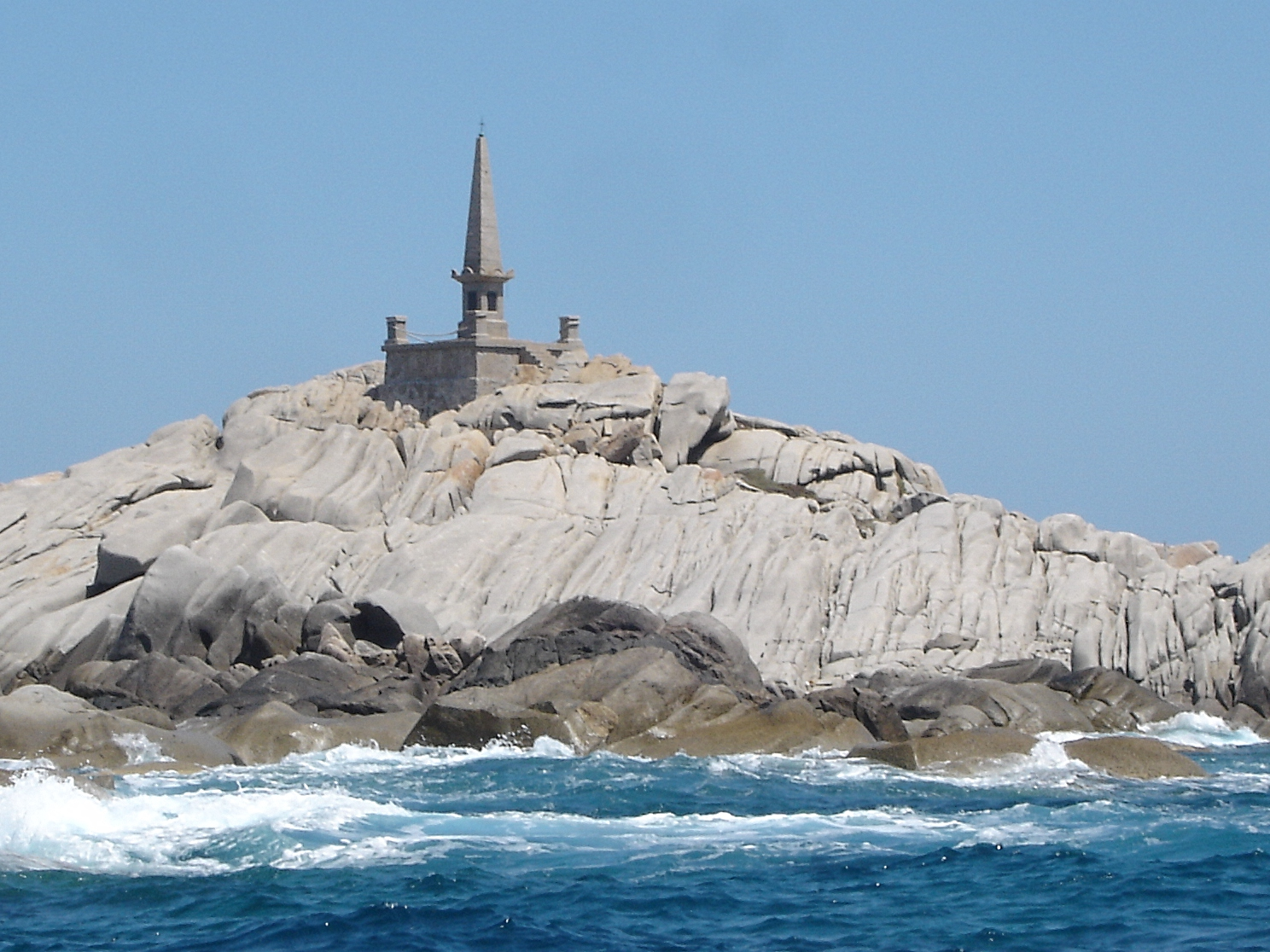
Pyramide de granite construite en hommage aux victimes du naufrage.

La Sémillante quitte le port de Toulon le 14 février 1855, commandée par le capitaine de frégate Jugan, à destination de la Crimée (mer Noire) pour apporter aux forces françaises des vivres, des renforts en troupe et en matériel pour faire la guerre à la Russie.
Outre son état-major (de huit officiers), son équipage compte 293 hommes. À son bord, a pris place un détachement de plus de 400 militaires de l’armée (infanterie, artillerie) avec un matériel important (canons, mortiers, munitions, vivres…).
Elle est prise dans une violente tempête au large de la Sardaigne et son commandant décide de passer par les bouches de Bonifacio, aux îles Lavezzi, dans une zone de brisants et d’écueils. Poussée par une rafale de sud, elle heurte à une vitesse estimée à 12 nœuds un haut-fond rocheux signalé par une bouée. Broyée par le choc, elle coule par le fond dans la nuit du 15 au 16 février 1855, et est perdue corps et biens.
Le 18 février, les premiers cadavres, certains complètement déchiquetés, sont ramenés sur les grèves par les courants. Ils sont tous inhumés sur l’île, faute de moyens de transport, par une corvée de cinquante soldats, détachés en renfort des marins. Le 20, le nombre de corps inhumés s’élève à 250. Les corps du capitaine Jugan et de l’aumônier ont pu être identifiés. 
Les autorités militaires confièrent l'enquête administrative et les opérations de recherches à la suite du naufrage au commandant de l'aviso à vapeur l'Averne, le Lieutenant de Vaisseau Jean Baptiste Bourbeau. Celui-ci appareilla de Livourne où il était stationné le 28 février et arriva sur site le 1er mars. Les différents rapports établis par le Lieutenant de Vaisseau Bourbeau adressés au Préfet maritime de Toulon permirent, grâce aux témoignages recueillis et à l'étude du positionnement des débris de la frégate, de mieux établir les circonstances et le lieu exact du naufrage. Ce fut également sous les ordres de cet officier que furent activement recherchés les corps des naufragés et ouverts les deux cimetières ouest et est sur l'île Lavezzi pour leur donner une sépulture. Dans son dernier rapport du 13 mars 1855, le Lieutenant de Vaisseau Bourbeau écrivait "Seul sur les 250 cadavres ensevelis jusqu'à ce moment, le corps du capitaine Jugan a été retrouvé à peu près intact et parfaitement reconnaissable ; cet état de préservation était dû au paletot d'uniforme dans lequel il a été retrouvé entièrement boutonné. Tous les autres cadavres étaient nus en grande partie. La mort a donc trouvé le brave capitaine faisant courageusement son devoir en luttant jusqu'au dernier moment pour les autres sans songer à lui même". Il fit inscrire sur la tombe du capitaine Ci-gît G.Jugan, Capitaine de frégate Commandant la Sémillante, Naufragée le 15 février 1855, Lavezzi, 5 mars 1855. 
Il n'y eut aucun survivant sur les 773 hommes à bord de la Sémillante. Cinq-cent-soixante corps reposent dans les deux cimetières de l’île, Acharino à l'ouest, Furcone à l'est. Les autres corps ne seront pas retrouvés. 
Le ministère de la Guerre et de la Marine de l'époque a fait construire un monument commémoratif en forme de pyramide au sommet de l'un des trois îlots bordant à l'ouest la Cala Lazarina, îlot sur lequel s'est échouée la Sémillante. 
La plaque sur le bâtiment du cimetière de Furcone indique :

« À la mémoire des officiers des armées de terre et de mer qui ont trouvé la mort dans le naufrage de la Sémillante le 15 février 1855 vers midi.
Leurs restes sont confondus ici avec ceux de leurs hommes unis dans le repos éternel comme ils l'étaient dans le devoir. Que leurs noms soient connus pour nous permettre d'honorer leur mémoire. »

Cet incipit en la mémoire des naufragés est suivi par une succincte liste de noms dont les restes sont enterrés ici. Les cimetières comprennent d'autres plaques exhortant à prier pour tel ou tel naufragé.

## Conséquences
Le naufrage de La Sémillante, intervenant peu après une autre tempête qui coula en mer Noire de nombreux navires français et anglais engagés dans la Guerre de Crimée, fit couler beaucoup d'encre et provoqua divers mouvements d'opinion.
Outre l'enquête de commandement classique en pareil cas, le gouvernement du Second Empire se tourna vers les scientifiques pour savoir si la tempête qui causa le drame aurait pu être prévue. Ce fut l'astronome normand Urbain Le Verrier, célèbre pour avoir découvert la planète Neptune, qui fut chargé de cette étude. À cette époque, la météorologie était encore embryonnaire, et dans l'esprit de bien des gens, les tempêtes étaient causées par les mouvements des corps célestes[réf. nécessaire].
Le Verrier s'intéressa à la trajectoire de la tempête : née sur l'Atlantique avec l'arrivée d'une masse d'air froid polaire, elle s'est traduite en Méditerranée par un violent mistral, qui, dans les bouches de Bonifacio, s'est amplifié par l'effet Venturi, phénomène bien connu et redouté des marins. Le Verrier conclut qu'avec les moyens de transmission de l'époque (le télégraphe électrique qui prenait le relais du télégraphe optique de Chappe, et le réseau de sémaphores de la marine), il aurait été possible de prévoir l'arrivée de la tempête et de retenir la Sémillante à Toulon. Cette étude fut l'acte fondateur de la création des premiers  bulletins météorologiques.
En 1874, un phare fut érigé sur le Capu di u Beccu, au sud de l'île Lavezzo.

## Épave
Les restes de la Sémillante, très dispersés, sont connus des plongeurs en scaphandre autonome depuis l'expédition de 1952 dirigée par le Dr Henri Chenevée avec l'aval de l'archéologue Fernand Benoit, qui était surtout axée sur les épaves de l'Antiquité gréco-romaine. La cloche de la frégate, remontée par Henri Chenevée et exposée à l'extérieur du centre de plongée qu'il avait fondé, a cependant été volée à la fin des années 70[source insuffisante].
Des artefacts de la Sémillante, notamment des fusils concrétionnés avec la baïonnette  au canon, ont été remontés par divers plongeurs bonifaciens, en dépit des lois de protection des épaves maritimes historiques prises au milieu des années 1960 par André Malraux à l'instigation du Dr Chenevée.

## Littérature
- Alphonse Daudet, dans la nouvelle L’Agonie de la Sémillante issue des Lettres de mon moulin, 1869. (lire sur wikisource)
- Guy de Maupassant, Une vendetta. Dans cette œuvre dont le décor est Bonifacio, Maupassant nous parle d'une chienne ayant le même nom que le bateau ayant fait naufrage.
- Jérôme Lorenzi, Du sang dans les voiles (Journal de bord) [roman], Borgo, éd. Mediterranea, 1998.  (ISBN 2-910698-19-X)
- Danielle Favereau, La Véritable Histoire de la « Sémillante » [roman], Bastia, éd. Anima Corsa, 2003.  (ISBN 2-912819-27-X)
- Frédéric Zurcher et Elie Margollé, Les Naufrages célèbres, chapitre XX : Naufrage de la Sémillante, Paris : Librairie Hachette, 1873 & éditions L'Ancre de Marine, 1997.  (ISBN 2-84141-104-4)
- Dominique Milano, ancien maire de Bonifacio, Le Naufrage de la « Sémillante », ed.1980